# Liste von Sakralbauten in Meschede

Meschede im Hochsauerlandkreis

Die Liste von Sakralbauten in Meschede umfasst existierende und ehemalige Sakralbauten, zumeist Kirchengebäude und Kapellen in Trägerschaft christlicher und anderer Religionsgemeinschaften in Meschede, Hochsauerlandkreis.

## Liste
| Name                                    | Bild                     | Stadt/Gemeinde und Ortsteil | Gründung, Bauzeit  | Konfession bzw. Religion  | Bemerkungen                    |
| --------------------------------------- | ------------------------ | --------------------------- | ------------------ | ------------------------- | ------------------------------ |
| Klausenkapelle                          |                          | Meschede                    |                    |                           |                                |
| Fatih-Moschee                           |                          | Meschede                    | 2001               | sunnitisch                |                                |
| Abtei Königsmünster                     |                          | Meschede                    | 1964               | römisch-katholisch        |                                |
| St. Walburga                            |                          | Meschede                    | ab 10. Jahrhundert | römisch-katholisch        | ehemalige Stiftskirche         |
| St.-Johannes-Evangelist-Kirche          |                          | Meschede-Eversberg          | nach 1240          | römisch-katholisch        |                                |
| Alte Synagoge                           |                          | Meschede                    | 1878–?             | jüdisch                   | Am 10. November 1938 zerstört. |
| Mariä Himmelfahrt                       |                          | Meschede                    |                    | römisch-katholisch        |                                |
| Kapelle Schederberge                    |                          | Meschede-Schederberge       |                    | römisch-katholisch        |                                |
| St. Antonius                            |                          | Meschede-Drasenbeck         |                    | römisch-katholisch        |                                |
| St. Anna                                |                          | Meschede-Horbach            |                    | römisch-katholisch        |                                |
| Kapelle Enkhausen (Meschede)            |                          | Meschede-Enkhausen          |                    | römisch-Katholisch        |                                |
| Kapelle Löllinghausen (Meschede)        |                          | Meschede-Löllinghausen      |                    | römisch-katholisch        |                                |
| St. Luzia                               |                          | Meschede-Berge              |                    | römisch-katholisch        |                                |
| St. Luziakapelle                        |                          | Meschede-Berge              | 1647               | römisch-katholisch        |                                |
| St. Nikolaus                            |                          | Meschede-Wennemen           |                    | römisch-katholisch        |                                |
| Marienkapelle                           |                          | Meschede-Gut Bockum         |                    | römisch-katholisch        |                                |
| St. Severinus                           |                          | Meschede-Calle              |                    | römisch-katholisch        |                                |
| Lingscheiderkapelle (Eversberg)         |                          | Meschede-Eversberg          |                    | römisch-katholisch        |                                |
| St. Nikolaus                            |                          | Meschede-Freienohl          |                    | römisch-katholisch        |                                |
| Küppelkapelle (Freienohl) Küppelkapelle |                          | Meschede-Freienohl          |                    | römisch-katholisch        |                                |
| Baldeborn, Gutskapelle                  | Gutskapelle in Baldeborn | Meschede-Baldeborn          |                    |                           |                                |
| St. Antonius Einsiedler                 |                          | Meschede-Grevenstein        |                    | römisch-katholisch        |                                |
| St. Agatha                              |                          | Meschede-Olpe               |                    | römisch-katholisch        |                                |
| St. Jacobus der Ältere                  |                          | Meschede-Remblinghausen     |                    | römisch-katholisch        |                                |
| Heilige Familie                         |                          | Meschede-Wehrstapel         |                    | römisch-katholisch        |                                |
| St. Sebastian                           |                          | Meschede-Blüggelscheidt     |                    | römisch-katholisch        |                                |
| Johannes von Nepomuk                    |                          | Meschede-Mosebolle          |                    | römisch-katholisch        |                                |
| Kreuzkirche                             |                          | Meschede                    |                    | evangelisch-freikirchlich |                                |
| Königreichssaal                         |                          | Meschede                    |                    | Jehovas Zeugen            | 2019 geschlossen               |